# Milán-San Remo 1950
La Milán-San Remo 1950 fue la 41.ª edición de la Milán-San Remo. La carrera se disputó el 18 de marzo de 1950, siendo el vencedor final el italiano Gino Bartali, que se impuso en el esprint en la meta de San Remo. De esta manera, conseguía su cuarta y ñultima victoria en esta carrera.

## Clasificación final
| Posición | Ciclista            | Equipo             | Tiempo     |
| -------- | ------------------- | ------------------ | ---------- |
| 1        | Gino Bartali        | Bartali-Gardiol    | 7h 18' 52" |
| 2        | Nedo Logli          | Ganna-Ursus        | m. t.      |
| 3        | Oreste Conte        | Bianchi-Ursus      | m. t.      |
| 4        | Fiorenzo Magni      | Wilier-Triestina   | m. t.      |
| 5        | Louis Caput         | Olympia            | m. t.      |
| 6        | Alfredo Pasotti     | Stucchi            | m. t.      |
| 7        | Rik van Steenbergen | Mercier-Hutchinson | m. t.      |
| 8        | Aldo Tosi           | Benotto            | m. t.      |
| 9        | 42 ciclistas        | -                  | m. t.      |